# Poligrafo (cardiologia)

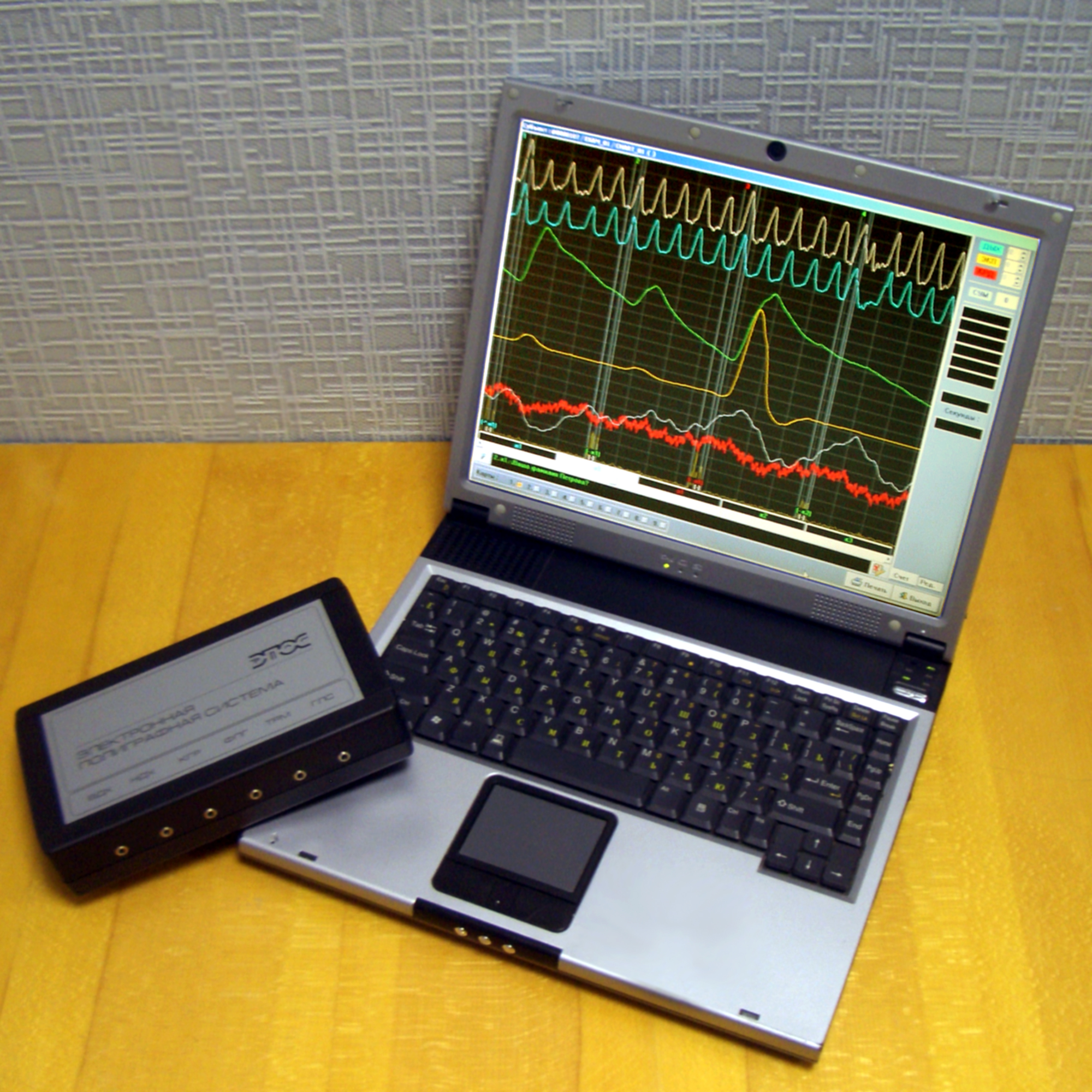
Moderno poligrafo

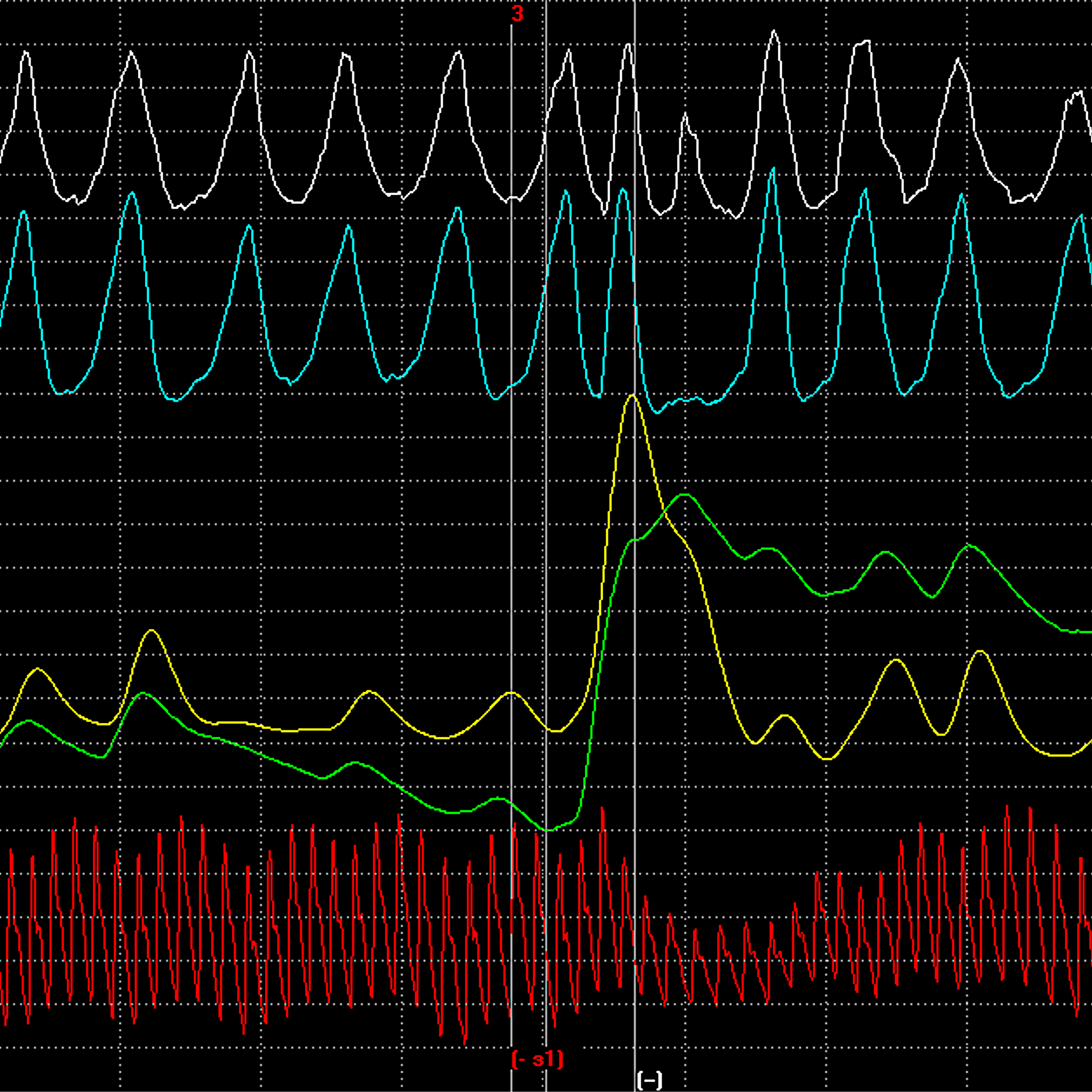
Tracciato poligrafico

Il poligrafo o policardiografo (dal greco Πολύς = molto e Γρᾴφω = scrivo) è uno strumento utilizzato in cardiologia per la registrazione simultanea di elettrocardiogramma, fonocardiogramma e/o apicocardiogramma e sfigmogramma carotideo e giugulare.

## Storia
Venne introdotto all'inizio del XX secolo, prima dell'introduzione dell'elettrocardiogramma, dal cardiologo James Mackenzie per poter cogliere la cronologia dei reperti registrati..
Un particolare tipo di poligrafo è stato chiamato macchina della verità.